# تعبير علني عن المشاعر

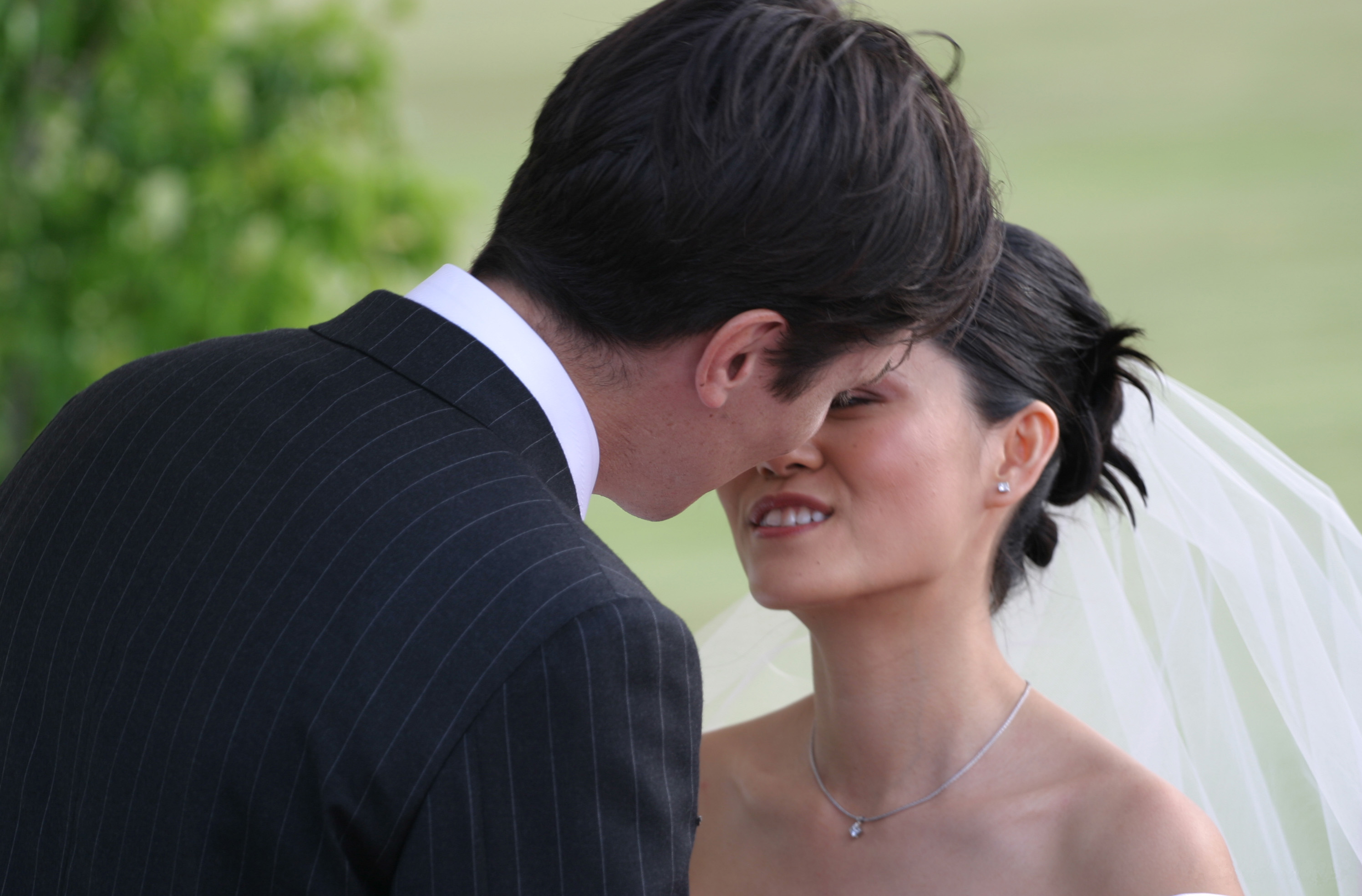
القبلة الأولى لزوجين في حفل زفافهما

التعبير العلني عن المشاعر هو إظهار حميمية بدنية على مرأى من الآخرين. وما يُعَد تعبيرًا مقبولاً عن المشاعر يختلف باختلاف الثقافة والسياق. لكن عادةً ما يُنظَر للتعبير عن المشاعر في الأماكن العامة، مثل الشوارع، نظرة سلبية، مقارنةً بالممارسات المماثلة في الأماكن الخاصة مع وجود أشخاص لهم نفس الخلفية الثقافية. كما يمكن النظر لالتقاء العيون المتواصل كنظير للمس من الناحية النفسية والاجتماعية في بعض الثقافات. هذا وتضع بعض المؤسسات قواعد للحد من التعبير العلني عن المشاعر أو منعه.

## بجميع أنحاء العالم

### أوروبا وأمريكا الشمالية
في معظم دول العالم الغربي، مثل أوروبا، وأستراليا، ونيوزيلندا، وكندا، والولايات المتحدة الأمريكية، من الشائع رؤية الناس متماسكي الأيدي، أو متعانقين، أو يقبلون بعضهم البعض. وفي الملاهي الليلية، تشيع رؤية الناس "يرقصون مع تلامس أجسادهم أو تقاربها للغاية.

### الهند
في الهند، تتزايد ظاهرة التعبير العلني عن المشاعر، وإن أُشير أحيانًا إلى حالات متفرقة تعرض فيها المتحابون للإزعاج من قبل الشرطة. لكن تراجع المعايير الاجتماعية للأجيال السابقة جعل التعبير العلني عن المشاعر أكثر شيوعًا بين الأجيال الأصغر سنًا في الهند.

### شرق آسيا
صار التعبير عن المشاعر - الذي كان غير شائع من قبل - من الأمور المُلاحَظة بشكل متزايد في دول شرق آسيا. إن الكونفشيوسية مذهب متأصل في ثقافة العديد من دول شرق آسيا، وبخاصة الصين، وكوريا، وتايوان، ويرى الكثير من أفراد الجيل الأكبر سنًا أن التعبير عن المشاعر علنًا يخالف قيم هذا المذهب. لكن على مدار السنين، تداعت الحدود، وصارت الأجيال الأكبر سنًا تلاحظ انحراف الأجيال الأصغر عن التقاليد، حتى ولو بمقدار بسيط. وغدا تماسك الأيدي، والتعانق، بل والتقبيل، في الأماكن العامة مظهرًا معتادًا. لكنه مع ذلك لا يزال يُنظَر إليه كمنظر «قبيح». وعيّنت بعض الأماكن، مثل جامعة نانجينغ للغابات في الصين، ضباط دوريات لمراقبة سلوك الطلاب، ومنع أي متحابين من إمساك الأيدي أو التعانق أو التواصل الحميمي علنًا. والتعبير العلني عن المشاعر في المجتمع الآسيوي لا يزال في مهده. ففي الصين - الملتزمة بشدة بالقوانين الكونفشيوسية - لم يبدأ التفاعل القوي بين الجنسين إلا في أثناء الثورة الثقافية. والتعبير العلني عن المشاعر بين المتزوجين أمر غير شائع، وإن كان يتغير سريعًا. ومن الأمثلة على هذا التغيير صور الأعراس في تايوان حيث «توضح صور الأعراس الحديثة المتزوجين في أوضاع حميمة من الناحية العاطفية والبدنية، على عكس صور الأعراس قديمًا.»

## التعبير العلني عن المشاعر بين أفراد الجنس الواحد

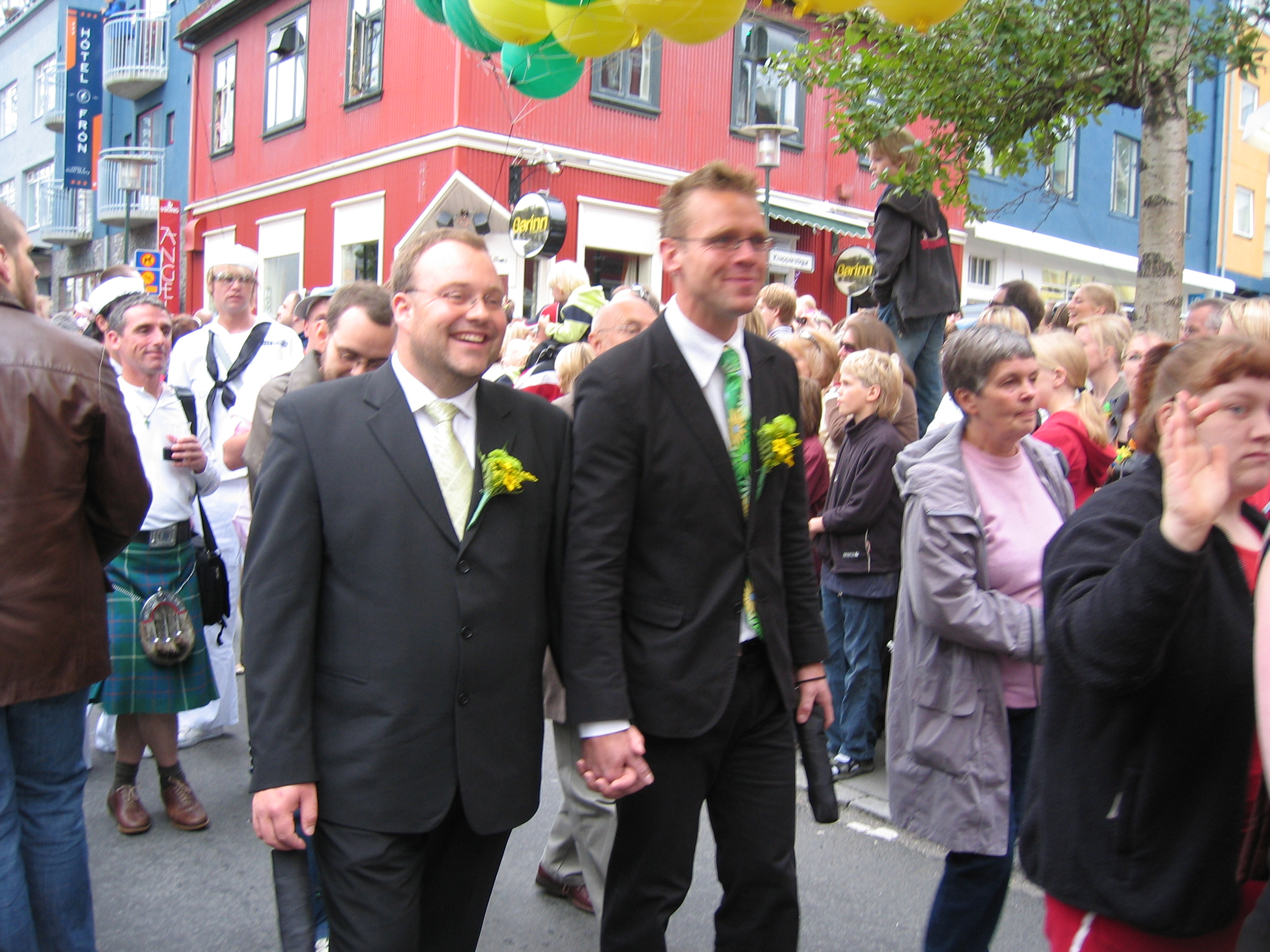
صورة لمثليين متزوجين حديثًا في ريكيافيك بآيسلندا

يمكن للتعبير العلني عن المشاعر بين شخصين من نفس الجنس أن يُعَد تعبيرًا عن المثلية الجنسية أو لا، حسب الثقافة. ففي العديد من الثقافات الإفريقية، يُعتبَر ذلك أمرًا طبيعيًا وغير مزعج في حين يوحي في العالم الغربي بالمثلية الجنسية. على سبيل المثال، في لوس أنجلوس، في عام 1980 كانت أغلب صور التعبير العلني عن المشاعر بين الأفراد من جنس واحد تدخل في إطار مفهوم الجريمة من وجهة نظر ضباط الشرطة أما في عام 2007، فقد أعلن المتحدث باسم مشروع نيويورك سيتي لمناهضة العنف ضد المثليين أن «الناس لا يزالون يتعرضون للمضايقات الجسمانية واللفظية يوميًا بسبب تعبيرات بسيطة عن المشاعر علنًا. فيتغير كل شيء عند إظهار هذا النوع من المشاعر.»